# Johan Theorin
Johan Henrik Theorin (* 3. září 1963 Göteborg) je švédský spisovatel. Nejprve psal povídky, v roce 2007 se prosadil románem Skumtimmen, za který téhož roku obdržel cenu za nejlepší detektivkářský debut roku. Za román Nattfåk rovněž obdržel několik cen, oba romány se dočkaly ocenění také ve Velké Británii. Proslavil se především tzv. ölandskou sérií (Skumtimmen, Nattfåk, Blodläge, Rörgast). Jde o detektivní romány odehrávající v severní části ostrova Öland.

## Romány

### České překlady
- Mlhy Ölandu (Skumtimmen, česky 2011; 2013 zfilmováno)
- Smršť (Nattfåk, česky 2012)
- Zkamenělá krev (Blodläge, česky 2012)
- Skrýš (Sankta Psyko, česky 2013)
- Mlýny osudu (Rörgast, česky 2014)
- Na velké planině (På stort alvar, česky 2015)

Příběh o Jarmalandu (Krönikan om Jarmaland):
- Bitva o Salajak (Slaget om Slajak, česky 2019)
- Hon na Vittry (Jakten på hwitrerna, česky 2020)